# Alba (film)
Pour les articles homonymes, voir Alba.
 (janvier 2018).
Si vous disposez d'ouvrages ou d'articles de référence ou si vous connaissez des sites web de qualité traitant du thème abordé ici, merci de compléter l'article en donnant les références utiles à sa vérifiabilité et en les liant à la section « Notes et références ».
Pour plus de détails, voir Fiche technique et Distribution.
Alba est un film équatorien, coproduit avec le Mexique et la Grèce, réalisé par Ana Cristina Barragán et sorti en 2016.

## Synopsis
Alba, 11 ans, fille mutique et très intériorisée, vit seule avec sa mère souffrante et divorcée. Lorsque la santé de celle-ci s'aggrave, Alba emménage chez son père, Igor, un bonhomme renfermé et, semble-t-il, brisé par les infortunes de la vie. La relation est initialement difficile. Alba se rapproche donc d'une collégienne plus âgée, Eva. En même temps, elle apprend à connaître son père et découvre, sous l'écorce des apparences, un être fragile, finalement très proche d'elle.

## Fiche technique
- Titre original : Alba
- Réalisation : Ana Cristina Barragán
- Scénario : Ana Cristina Barragán
- Décors : Oscar Tello
- Photographie : Simon Brauer
- Montage : A. C. Barragán, Yibran Asuad, José María Avilés, Juan Daniel F. Molero
- Production : Isabela Parra
- Société(s) de production : Caleidoscopo Cine
- Pays d'origine :  Équateur,  Mexique,  Grèce
- Langue originale : espagnol
- Format : couleur — 2,35:1
- Genre : Film dramatique
- Durée : 98 minutes
- Dates de sortie :
  - Pays-Bas : 1er février 2016 au Festival international du film de Rotterdam
  - Équateur : 28 octobre 2016
  - France : 15 mars 2017 au Festival Reflets du cinéma ibérique et latino-américain de Villeurbanne
  - France : 29 novembre 2017 en salles

 Sauf indication contraire, les informations mentionnées dans cette section peuvent être confirmées par la base de données cinématographiques IMDb,  présente dans la section « Liens externes ».

## Distribution
- Macarena Arias : Alba
- Pablo Aguirre Andrade : Igor
- Amaia Merino : la mère
- Isabel Borje : Juliana
- Mara Appel : Claudia
- Maria Paz Correa : Daniela
- Rafaella Illanes : Carolina
- Paula del Valle : Frida
- María Pareja : Sofia
- Maria Paula Villavicencio : Domenica
- Maisa Herrera : Susana
- Maria Fernanda Molestina : Eva
- Nicolas Nunez : Toma
- Jorge Andrade : Ivan
- Joaquin Andrade : Jose
- Nicolas Espinosa : Matias
- Antoine Fouché : Pepe
- Jose Julian Zaldumbide : Daniel
- Carolina Granda : Natasha
- Cecilia Larrea : infirmière de l’hôpital
- Roberto Iturralde : Eduardo
- Isabella Parra : infirmière à domicile
- Martha Quinonez : Clerk du Registre civil